# Багамойо
Багамойо (суахили Bagamoyo) — город в Танзании в составе области Пвани, центр одноимённого района. Багамойо был центром торговли слоновой костью и рабами, а в 1889—1891 годах столицей Германской Восточной Африки. В соответствии с принятой в Танзании программой децентрализации, город управляется не собственным муниципальным советом, а комитетом регионального совета при помощи местных администраторов. С 2006 года Багамойо — кандидат на включение в список Всемирного наследия ЮНЕСКО как конечный пункт пути работорговых караванов, начинавшегося в Уджиджи у озера Танганьика.

## География
Город Багамойо расположен в 75 км северо-западнее крупнейшего города Танзании Дар-эс-Салама на побережье Индийского океана неподалёку от острова Занзибара. Багамойо является административным центром одноименного района, где, кроме него, насчитывается ещё девять деревень и в 2012 году проживало в общей сложности порядка 312 тысяч человек. Район Багамойо входит в состав области Пвани.
Море рядом с Багамойо достаточно мелководно, что препятствует приёму крупнотоннажных судов и послужило одной из основных причин переноса столицы Германской Восточной Африки в располагавший глубоководной гаванью Дар-эс-Салам в 1891 году. В начале второго десятилетия XXI века правительство Танзании приняло решение о строительстве в районе Багамойо нового океанского порта, которое должно завершиться в 2017 году и обойдётся в 10 миллиардов долларов США. Расчётная пропускная способность нового порта (20 миллионов контейнеров в год) в 25 раз превышает пропускную способность порта Дар-эс-Салама. Одновременно со строительством порта планируется строительство железнодорожных веток, которые соединят Багамойо с Мландизи (городом-спутником Дар-эс-Салама) и Танзанийско-Замбийской железной дорогой. К настоящему времени Багамойо связан с Дар-эс-Саламом скоростным шоссе, позволяющим добираться из одного города в другой менее чем за час.
Климат Багамойо тропический, средняя годовая температура — 26,6 °C. Годовая норма осадков — 1015 мм; дожди намного более часты летом, чем зимой.
| Показатель                    | Янв. | Фев. | Март | Апр. | Май  | Июнь | Июль | Авг. | Сен. | Окт. | Нояб. | Дек. |
| ----------------------------- | ---- | ---- | ---- | ---- | ---- | ---- | ---- | ---- | ---- | ---- | ----- | ---- |
| Средний суточный максимум, °C | 33,0 | 33,3 | 33,3 | 31,6 | 30,7 | 30,0 | 29,2 | 29,6 | 30,4 | 31,4 | 32,4  | 32,9 |
| Средняя температура, °C       | 28,4 | 28,3 | 28,2 | 27,4 | 26,5 | 25,3 | 24,4 | 24,4 | 24,7 | 25,7 | 27,2  | 28,1 |
| Средний суточный минимум, °C  | 23,8 | 23,4 | 23,1 | 23,2 | 22,4 | 20,7 | 19,7 | 19,2 | 19,0 | 20,0 | 22,0  | 23,3 |
| Норма осадков, мм             | 67   | 68   | 100  | 222  | 162  | 36   | 29   | 27   | 30   | 63   | 96    | 115  |
| Источник: Climate-data.org    |      |      |      |      |      |      |      |      |      |      |       |      |

## История

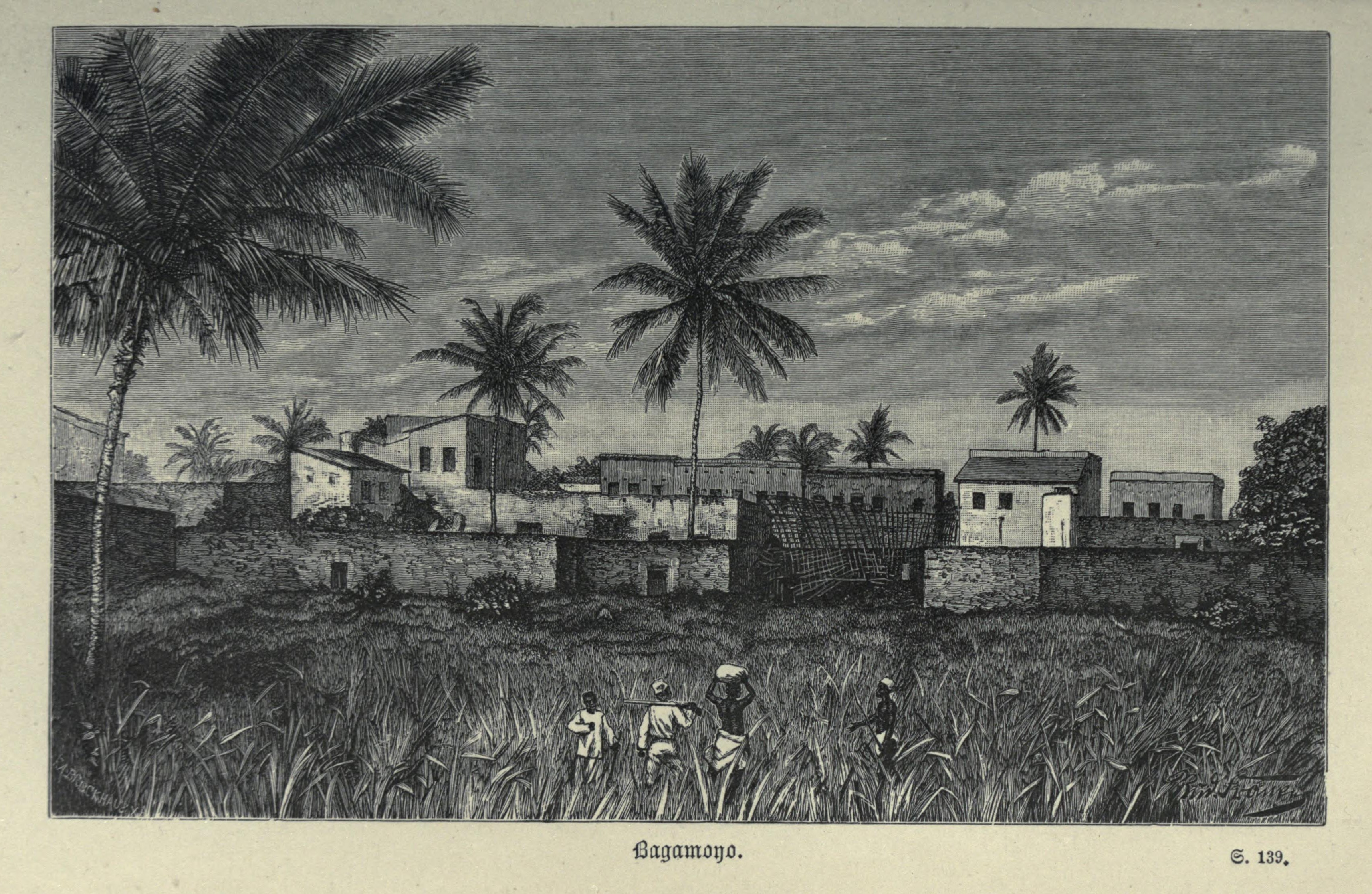
Багамойо (иллюстрация из книги 1891 года)

До середины XVIII века Багамойо представлял из себя мелкое поселение, где осуществлялась торговля рыбой, солью и камедью. Население Багамойо состояло в основном из рыбаков и земледельцев. Экономическая роль Багамойо резко выросла, когда арабские торговцы в регионе избрали его в качестве конечного пункта торгового пути, по которому шли караваны рабов. Начинался этот 1200-километровый путь от Уджиджи в районе озера Танганьика. Прибывавшие в Багамойо рабы затем перевозились кораблями на Занзибар. Неофициально именно с этих времён ведёт своё происхождение название Багамойо (слова «Буага-Мойо» можно перевести с суахили как «Оставь своё сердце», что трактуется, как обращение к рабам, навсегда покидающим свою родину; другой возможный перевод — «дай себе отдых» — предположительно связан с тем, что носильщики, шедшие с караваном, избавлялись здесь от своего 20-килограммового груза).

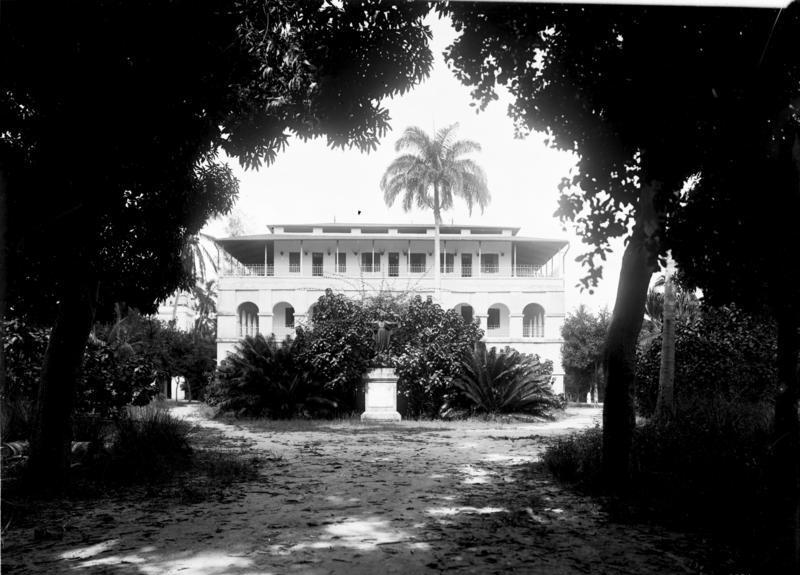
Здание католической миссии в Багамойо (фотография начала XX века)

Во второй половине XIX века постоянное население Багамойо достигло тысячи человек и в основном состояло из аборигенов, а также оманских арабов и индийцев. В городе проживала большая община исмаилитов (137 человек к 1870 году). К этому времени здесь действовала первая в Восточной Африке миссия, основанная Братством Святого духа в 1868 году. Город начали посещать европейские исследователи, многие из которых (в том числе Ливингстон, Спик, Ричард Бёртон, Джеймс Грант и Стэнли) начинали отсюда свой путь вглубь Африканского континента.
В 1880-е годы, после запрета на работорговлю и учреждения Германской Восточной Африки Багамойо — основной торговый центр региона на тот момент — стал столицей новой колонии, но уже через два года мелководный порт перестал удовлетворять колониальные власти, и столица была перенесена в располагавший более удобной гаванью Дар-эс-Салам. После себя немцы оставили хорошие дороги, некое подобие городского планирования и первую в регионе современную больницу, но близость к новой столице сыграла с Багамойо злую шутку: экономический рост города сошёл на нет. В 1929 году Багамойо получил от новой метрополии — Великобритании — статус города, а в 1961 году, после получения Танганьикой независимости — статус районного центра. В 1980-е годы город стал одним из мест, где была апробирована новая реформа местной власти «Деволюция через децентрализацию». В результате в Багамойо нет собственного городского совета, и городом управляет комитет регионального совета.

## Экономика
После переноса столицы в Дар-эс-Салам экономика Багамойо переживала длительный период стагнации. Население занималось традиционными промыслами, такими, как рыбная ловля и земледелие, при этом ценных культур в этих местах не выращивалось и урожай шёл на нужды самих жителей.
Ситуация стала меняться в 1990-е годы. С прокладкой качественного шоссе, сокращавшего время пути между Дар-эс-Саламом и Багамойо, последний стал привлекательнее как для туристов, так и для состоятельных столичных жителей, ставших обзаводиться в нём недвижимостью. Ускоренными темпами, однако, стали расти и районы трущоб, население которых к концу первого десятилетия нового века составляло 65 % от общего городского населения района.

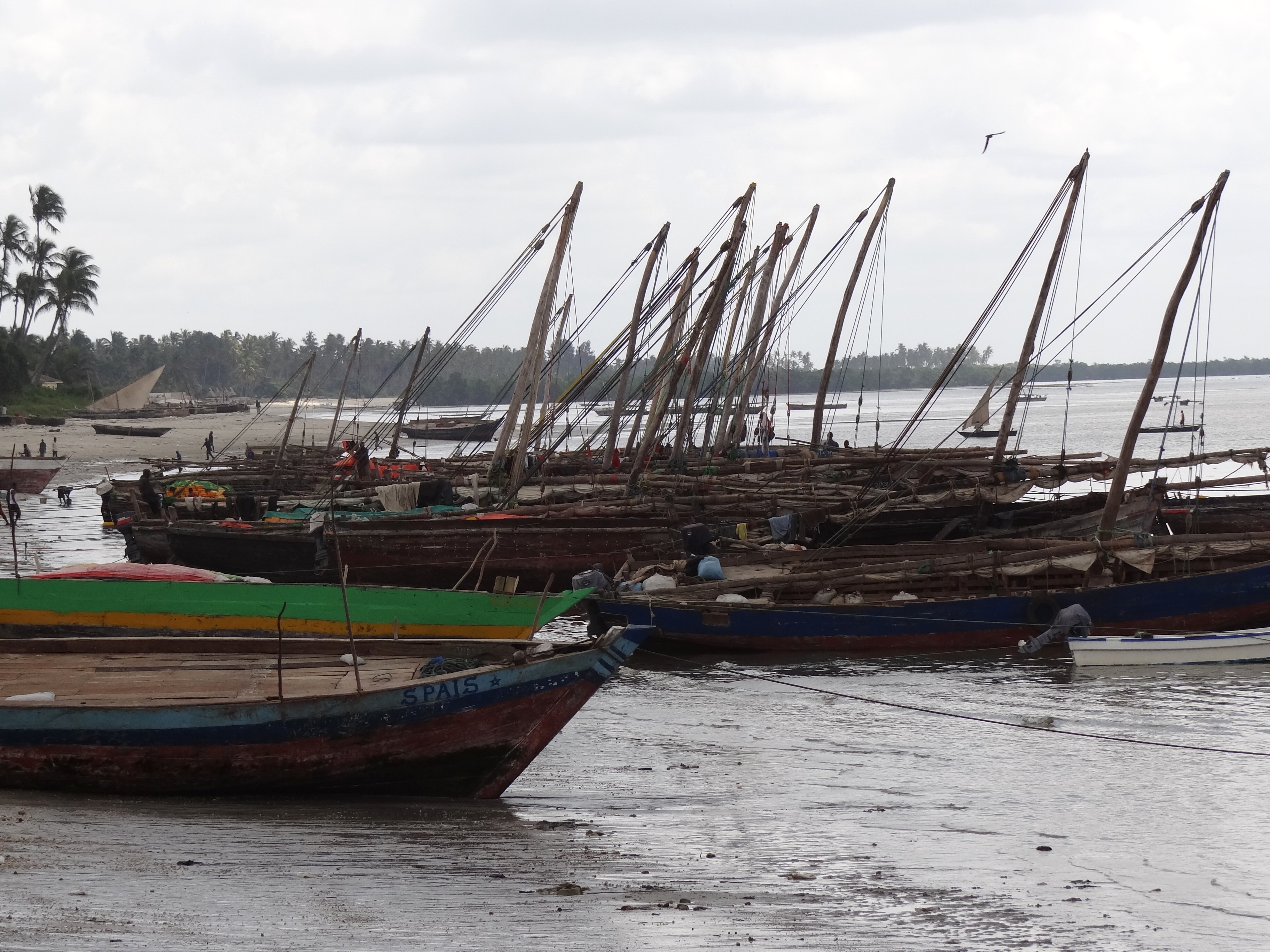
Рыбацкие доу в гавани Багамойо

Багамойо является центром строительства парусных рыбацких судов-доу. Рыболовство остаётся одной из основных отраслей хозяйства Багамойо; большинство сельского населения занимается рыбной ловлей, добычей креветок и крабов, всего в районе насчитывается около 650 мелких рыболовецких хозяйств, а число лицензированных рыбаков выросло с 8 сотен до 1,9 тысячи между 1988 и 2004 годами. Однако уже к середине 1990-х годов стала вырисовываться картина истощения морской фауны, что, вероятно, связано с началом ловли тралами за два десятилетия до этого. Средний улов одного рыбака за два десятилетия сократился втрое — от 75 кг в день в 1985 году до 25 кг в 2004 году.
Параллельно с рыболовством в Багамойо развивается морское растениеводство. Сбор дикорастущих водорослей видов Eucheuma spinosum и Kappaphycus striatum, служащих сырьём для изготовления каррагинанов, ведётся с 1950-х годов, а с 1980-х годов началось их разведение.
Туристическая индустрия начала развиваться в Багамойо с 1993 года, когда здесь была построена первая гостиница, и поток туристов возрос с окончанием строительства Дар-эс-саламского шоссе в 2003 году. В 2005 году близлежащий охотничий заповедник Саадани получил статус национального парка, а в 2006 году Багамойо был включён в заявку Танзании в ЮНЕСКО о присвоении статуса объекта Всемирного наследия старому пути работорговых караванов.
Доходной, хотя и незаконной, отраслью экономики района является вырубка мангровых рощ с последующим вывозом древесины и древесного угля. Мангровы в Танзании находятся под охраной закона с 1898 года, но хищническая вырубка леса, ведущая к эрозии почв, продолжается.
Значительные изменения в структуре экономики Багамойо ожидаются с завершением строительства современного океанского порта, планируемым на 2017 год. Порт, рассчитанный на приём 20 миллионов контейнеров в год, станет крупнейшим в Танзании и превратит город в важный транспортный узел.

## Культура
В районе Багамойо 110 начальных школ. В рамках национальной программы развития начального образования в районе было построено более 200 новых классных комнат, а число детей, записанных в начальные школы, в конце 1990-х и начале 2000-х годов ежегодно возрастало на десятки процентов. В 1980 году в городе был открыт Колледж искусств Багамойо, представляющий из себя не только учебное, но и научно-исследовательское учреждение и содержащий театральную и балетную труппы. Набор в колледж ограничен только гражданами Танзании, но даже из числа примерно 500 танзанийцев, ежегодно подающих документы на приём, к экзаменам допускаются только 80, из которых студентами становятся лишь немногие.
В рамках увеличения привлекательности Багамойо для туристов ведётся интенсивная работа по консервации и реставрации архитектурных памятников колониальной эпохи. С начала 1980-х годов проводится ежегодный международный фестиваль искусств. Продолжительность фестиваля — одна неделя в году, он привлекает исполнителей из различных стран Африки и Европы. Основная площадка фестиваля — амфитеатр, рассчитанный на 2000 зрителей.